# ليه إيدجيرتون
ليه إيدجيرتون (بالإنجليزية: Les Edgerton)‏ هو كاتب أمريكي، ولد في 1943 في أوديسا في الولايات المتحدة.